# Qukës
Qukës è una frazione del comune di Peqin in Albania (prefettura di Elbasan).
Fino alla riforma amministrativa del 2015 era comune autonomo, dopo la riforma è stato accorpato, insieme agli ex-comuni di Rrajcë e Stravaj a costituire la municipalità di Përrenjas.

## Località
Il comune era formato dall'insieme delle seguenti località:
- Qukes-Shkubin
- Qukes-Skenderbej
- Skroske
- Menik
- Gurre
- Berzeshte
- Fanje
- Karkavec
- Dritaj
- Pishkash
- Pishkash Ver